# Procellaria
Procellaria is een geslacht van vogels uit de familie van de stormvogels en pijlstormvogels (Procellariidae). De wetenschappelijke naam van het geslacht werd in 1758 gepubliceerd door Carl Linnaeus. Het geslacht telt vijf soorten.

## Soorten
- Procellaria aequinoctialis – Witkinstormvogel
- Procellaria cinerea – Bruine stormvogel
- Procellaria conspicillata – Brilstormvogel
- Procellaria parkinsoni – Zwarte stormvogel
- Procellaria westlandica – Westlandstormvogel